# Patatnik
Le patatnik ou patetnik (bulgare : пататник ou патетник) est un mets bulgare à base de pomme de terre caractéristique des Rhodopes, région montagneuse du sud de la Bulgarie. Le patatnik est fait de pommes de terre râpées, d'oignons, de sel et de menthe verte, le tout est mélangé et cuit à feu doux. De la viande, du sirene (fromage blanc genre feta) ou des œufs peuvent être ajoutés. Certains utilisent aussi de la sarriette et du piment.
Les pommes de terre râpées sont pressées et mélangées avec les œufs, les oignons et le fromage. Une partie de la pâte ainsi formée est abaissée en deux feuilles. L'une d'elles est placée sur le fond du plat, en débordant de celui-ci. Le reste, épicé à la sarriette, est étalé sur la première feuille, puis recouvert par la seconde sur laquelle on rabat les bords de la première feuille : c'est une sorte de tourte qui ressemble à une banitsa (pâtisserie bulgare) de pomme de terre. Selon une autre méthode de préparation, le patatnik est retourné lorsque le fond est bien cuit et se glisse dans le plat sur le côté chauffé. Selon d'autres recettes, les ingrédients sont simplement mélangés jusqu'à former une pâte homogène, qui est ensuite cuite dans un plat creux à feu doux. Au bout de 20 minutes, le mélange est renversé et couvert puis cuit à nouveau.
Ce plat est traditionnel dans toute la région des Rhodopes et dans les régions voisines, de Bansko à Pirin en passant par Smolyan et Zlatograd jusqu'à Chernichevo à l'est. Son nom est dérivé du terme local patato ou pateto, « pomme de terre », avec le suffixe masculin slave –nik. Le terme est typique du dialecte parlé dans les Rhodopes. Il est distinct tant du bulgare standard kartof (картоф) que du bulgare occidental kompir (компир). À Nedelino, le plat est connu sous le nom de kashnitsa (кашница).